# Устав Владимира Всеволодовича
Устав Владимира Всеволодовича (др.-рус. Уставъ Володимѣрь Всеволодича) — древнерусский свод законов Владимира Мономаха, вошедший в Пространную редакцию Русской Правды. Составлял вторую часть Пространной Правды и включал 69 статей (ст. 53—121 Пространной Правды). Предположительно был создан в ответ на Киевское восстание 1113 года, возникшее в качестве реакции на обострение социального неравенства в Древней Руси.
А. А. Зимин считал, что заглавие с именем Владимира Всеволодовича первоначально относилось непосредственно к ст. 53. Только позднее составители юридических сборников отнесли его ко всей второй половине Пространной Правды, поэтому она помещается в виде самостоятельной главы в Кормчих и Мерила Праведного (таким образом, Русская Правда во многих сборниках представлена в виде двух отдельных глав).

## Состав
Если заголовок «Уставъ Володимѣрь Всеволодича» распространялся на всю вторую половину Пространной Правды, то данный устав включал новеллу Владимира Мономаха (ст. 53) в Устав о резах (ссудных процентах), постановление о банкротстве купца и о долге (ст. 54—55), Устав о закупах (ст. 56—66), дополнительные статьи и статьи из законов Ярослава и его сыновей, не вошедшие в первую половину Пространной Правды (ст. 67—89), раздел о наследстве (ст. 90—109), в том числе отдельные «уроки» княжеским чиновникам (ст. 96, 97, 107—109) и Устав о холопах (ст. ст. 110—121).

## Содержание

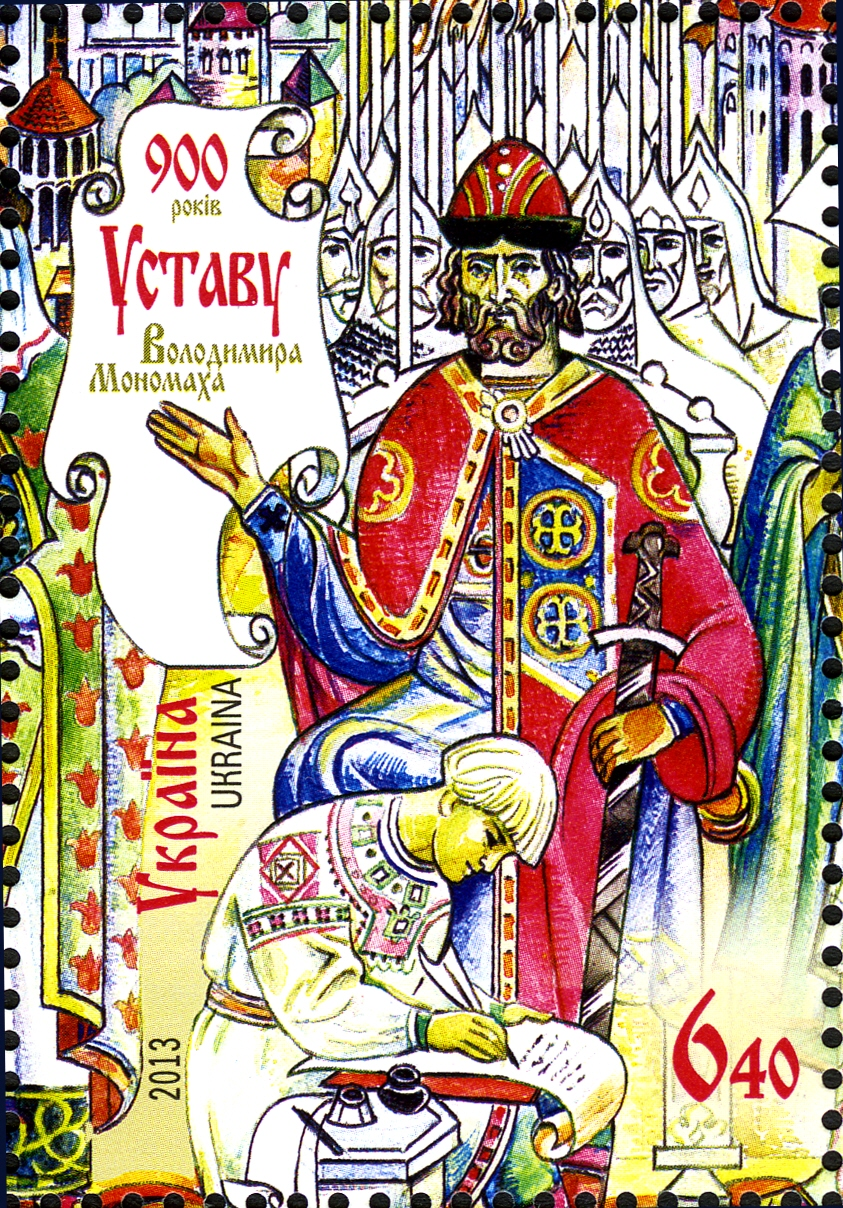
«900 лет Уставу Владимира Мономаха», почтовый блок Украины, 2013

В соответствии с Уставом изменились долговые расчёты. Запрещено было брать более 20 % годовых за предоставленный долг. Эти положения «Устава» ограничили произвол ростовщиков. «Устав» содержал новые положения об облегчении участи смердов, закупов, рядовичей, холопов. Так, четко определялись источники холопства: самопродажа в холопство, переход в статус холопа человека, женившегося без соответствующего договора на холопке, а также поступление на службу к господину в качестве тиуна без особо оговоренной в этом случае свободы. Холопом становился и сбежавший от господина закуп. В случае если он уходил в поисках денег, необходимых для возвращения долга, его нельзя было делать холопом. Во всех остальных случаях попытки закабаления свободных людей пресекались, что свидетельствовало о развитии социального строя. Запрещалось обращать в холопа человека, получившего в долг хлеб или иную другую «дачу». Запрещалось без вины бить закупа. Закуп теперь не отвечал за пропажу имущества хозяина, если в том не было его вины. Но, с другой стороны, именно хозяин определял степень его вины.

## Значение
Положения Устава временно снизили социальное напряжение. Считается, что Устав Владимира Мономаха был прямой реакцией на восстание 1113 года. Данный свод законов позволил сгладить наиболее явные противоречия складывающегося социального строя, поскольку ограничение ростовщичества и власти землевладельцев были уступками городским низам.